# أنتون إسكوبار
أنتون إسكوبار (بالإسبانية: Antón Escobar)‏ هو لاعب كرة قدم إسباني في مركز الهجوم، ولد في 16 يونيو 1998 في نيغران في إسبانيا. لعب مع نادي لوغو.

## وصلات خارجية
- أنتون إسكوبار على موقع قاعدة بيانات كرة القدم.إي يو (الإنجليزية)
- أنتون إسكوبار على موقع Soccerway.com (الإنجليزية)